# Liste de duos comiques
 (janvier 2009).
Si vous disposez d'ouvrages ou d'articles de référence ou si vous connaissez des sites web de qualité traitant du thème abordé ici, merci de compléter l'article en donnant les références utiles à sa vérifiabilité et en les liant à la section « Notes et références ».
Cet article fournit une liste de duos d'artistes et de personnages de fiction comiques classés par mode d'expression et partiellement par pays.

## Liste de duos d'artistes

### Scène
- André Gaillard et Teddy Vrignault, des Frères ennemis
- Éric Carrière et Francis Ginibre, des Chevaliers du fiel
- Pierre Dac et Francis Blanche
- Roger Pierre et Jean-Marc Thibault
- Les Frères Taloche
- Grosso et Modo
- Chevallier et Laspalès
- Lucienne et Gisèle, des Vamps
- Poiret et Serrault
- Shirley & Dino
- Les Bodin's
- Cuche et Barbezat
- Eric et Ramzy
- Kad et Olivier
- Élie et Dieudonné
- Guy Bedos et Sophie Daumier
- Pierre Desproges et Evelyne Grandjean
- Philippe Avron et Claude Evrard
- Robert Castel et Lucette Sahuquet
- Michèle Laroque et Pierre Palmade
- Victor Lanoux et Pierre Richard
- Jean-Pierre Darras et Philippe Noiret
- Pierre et Marc Jolivet
- Paul et Jacques Préboist
- Font et Val
- Muller et Ferrière (Michel Muller et Jacques Ferrière)
- Dupont et Pondu
- Les Demi-Frères
- Bach et Laverne
- Garnier et Sentou
- Chavari et Durand
- Olivier Lejeune et Patrick Green
- Les Kicékafessa
- Les Lascars gays
- Steeven & Christopher
- Omar et Fred
- les clowns Footit et Chocolat
- Les Décaféinés
- Krissie Illing et Mark Britton (de) (Nickelodeon)
- Ding et Dong
- Ti-Gus et Ti-Mousse
- Dominic et Martin
- Wayne et Shuster
- Grégoire Ludig et David Marsais, du Palmashow
- Yves Montand et Simone Signoret : Le télégramme
- Frick and Frack

### Cinéma

#### En France
Daniel Auteuil / Gérard Jugnot
- Les héros n'ont pas froid aux oreilles
- Pour 100 briques t'as plus rien...

Bourvil / Louis de Funès
- Le Corniaud
- La Grande Vadrouille

Christian Clavier / Gérard Depardieu
- Les Anges gardiens
- Astérix et Obélix contre César
- Astérix et Obélix : Mission Cléopâtre

Christian Clavier / Jean Reno
- L'Opération Corned-Beef
- Les Visiteurs
- Les Couloirs du temps : Les Visiteurs 2
- Les Visiteurs en Amérique
- L'Enquête corse
- On ne choisit pas sa famille
- Les Visiteurs : La Révolution

Fernandel / Gino Cervi
- Le Petit Monde de don Camillo et ses 4 suites
- Le Grand Chef

Fernandel / Bourvil
- La Cuisine au beurre

Louis de Funès / Bernard Blier
- Le Grand Restaurant
- Jo

Louis de Funès / Michel Galabru
- Le Gendarme de Saint-Tropez et les autres épisodes

Louis de Funès / Claude Gensac
- Oscar
- Les Grandes Vacances
- Le gendarme se marie
- Le Gendarme en balade
- Le Gendarme et les Gendarmettes
- Hibernatus
- Jo

Jean Marais / Bourvil
- Le Bossu
- Le Capitan

Jean Marais / Louis de Funès
- Fantômas et ses suites

Kad Merad / Dany Boon
- Bienvenue chez les Ch'tis
- Supercondriaque

Samy Naceri / Frédéric Diefenthal
- Taxi et 3 suites

Philippe Noiret / Thierry Lhermitte
- Les Ripoux
- Ripoux contre ripoux
- Ripoux 3

Pierre Richard / Jane Birkin
- La Moutarde me monte au nez
- La Course à l'échalote

Pierre Richard / Gérard Depardieu
- La Chèvre
- Les Compères
- Les Fugitifs

Pierre Richard / Aldo Maccione
- Je suis timide mais je me soigne
- C'est pas moi, c'est lui

Michel Serrault / Jean Poiret
- La Cage aux folles (pièce de théâtre)
- La Gueule de l'autre
- Le Miraculé

Michel Serrault / Ugo Tognazzi
- La Cage aux folles et ses autres épisodes

#### Dans les autres pays
- Abbott et Costello
- John Belushi et Dan Aykroyd, dans Les Blues Brothers
- Bud Spencer et Terence Hill
- George Burns et Gracie Allen
- Charlot et le policeman
- Cheech Marin et Tommy Chong
- Tony Curtis et Jack Lemmon, dans Certains l'aiment chaud
- Doublepatte et Patachon
- Eli Wallach et Clint Eastwood, dans Le Bon, la Brute et le Truand ; et, sur un schéma équivalent, Rod Steiger et James Coburn dans Il était une fois la révolution
- Michael Flanders et Donald Swann
- Flight of the Conchords (Jemaine Clement et Bret McKenzie)
- Franco et Ciccio duo en Italie formé par Franco Franchi et Ciccio Ingrassia
- Dawn French et Jennifer Saunders dans French and Saunders
- Stephen Fry et Hugh Laurie dans A Bit of Fry and Laurie et Jeeves and Wooster
- Mel Gibson et Danny Glover, dans L'Arme fatale et ses trois suites
- Ham et Bud, duo comique du cinéma muet américain composé de Lloyd Hamilton et Bud Duncan
- Tom Hanks et Meg Ryan dans Joe contre le volcan, Nuits blanches à Seattle et Vous avez un message
- Keegan-Michael Key et Jordan Peele (Key & Peele)
- Laurel et Hardy
- Jack Lemmon et Walter Matthau, dans La Grande Combine, Drôle de couple, Spéciale Première, Victor la gaffe, Les Grincheux, Les Grincheux 2, La croisière galère et Drôle de couple 2
- Jerry Lewis et Dean Martin
- Morecambe and Wise
- Paul Newman et Robert Redford dans Butch Cassidy et le Kid puis dans  L'arnaque
- Mike Nichols et Elaine May
- Amy Poehler et Tina Fey
- Richard Pryor et Gene Wilder dans Transamerica Express, Faut s'faire la malle, Pas nous, pas nous et Another You
- Les Smothers Brothers
- Jerry Stiller et Anne Meara
- Tenacious D (Jack Black et Kyle Gass)

### Radio / télévision
- Raymond Souplex et Jane Sourza dans Sur le banc
- Antoine de Caunes et Jacky dans Chorus
- Bob et Rémy
- Charlie et Styl'O
- Doudi et Pépess (David Strajmayster / « Samantha » et Guillaume Carcaud / « Chantal ») dans Samantha oups !
- Le Duo des Non
- Éric et Ramzy
- Jean Yanne et Jacques Martin, dans leurs sketchs radiophoniques
- Omar et Fred
- Sol et Gobelet
- Yvan Le Bolloc'h et Bruno Solo
- Elie Semoun et Franck Dubosc
- Kad et Olivier
- Jean Dujardin et Alexandra Lamy dans Un gars, une fille
- Pit et Rik
- Antoine de Caunes et José Garcia
- Laurent Gerra et Virginie Lemoine
- Patrick Green et Olivier Lejeune
- Cug' & Westrou (Cug = Vivian Cuguillere) et leur rubrique "La minute culturelle" diffusée sur Le Mouv', et disponible en ligne sur MySpace et également  disponible en ligne sur YouTube
- Colin et Mauduit
- Catherine et Liliane

## Liste de duos de personnages de fiction

### Cinéma
- C-3PO et R2-D2

### Animation
- Itchy et Scratchy
- Tom et Jerry
- Wallace et Gromit

### Marionnettes
- Kermit et Piggy, du Muppet Show
- Les deux vieux dans la loge-balcon du Muppet Show, Statler et Waldorf
- Punch et Judy, célèbres marionnettes britanniques

### Télévision
- Bulk et Skull dans l'univers Power Rangers